# Rattus osgoodi
Rattus osgoodi  (Musser & Newcomb, 1985) è un roditore della famiglia dei Muridi endemico del Vietnam.

## Descrizione

### Dimensioni
Roditore di medie dimensioni, con la lunghezza della testa e del corpo tra 124 e 171 mm, la lunghezza della coda tra 102 e 137 mm e la lunghezza del piede tra 26 e 37 mm.

### Aspetto
La pelliccia è densa, lunga e soffice. Le parti superiori sono marroni scure brillanti, i fianchi sono leggermente più chiari, mentre le parti inferiori sono grigio scure, con dei riflessi brunastri particolarmente lungo il petto. Le orecchie e il dorso delle zampe sono marrone scuro. La coda è più corta della testa e del corpo ed è marrone scura. Le femmine hanno 2 paia di mammelle pettorali e 3 paia inguinali.

## Biologia

### Comportamento
È una specie terricola e notturna.

## Distribuzione e habitat
Questa specie è diffusa in due località della provincia di Lam Dong, nel Vietnam meridionale.
Vive in ambienti montani primari e secondari, dove è presente in prati d'erba alta, boscaglie lungo i margini forestali e i campi coltivati.

## Conservazione
La IUCN Red List, considerato l'abbondanza e l'adattamento, la presenza in diverse aree protette e la tolleranza alle modifiche ambientali, classifica R.osgoodi come specie a rischio minimo (Least Concern).